# 63 Dywizja Piechoty (Imperium Rosyjskie)
63 Dywizja Piechoty (ros. 63-я пех. дивизия) – rezerwowa dywizja piechoty Imperium Rosyjskiego, okresu działań zbrojnych I wojny światowej.
Powstała z 14 Dywizji Piechoty z Kiszyniowa (8 Korpus Armijny, 8 Armia).

## Struktura organizacyjna
Lipiec 1914:
- dowództwo dywizji
- 249 Dunajski pułk piechoty
- 250 Bałtyński pułk piechoty
- 251 Stawuczański pułk piechoty
- 252 Chocimski pułk piechoty